# Efecte pinta

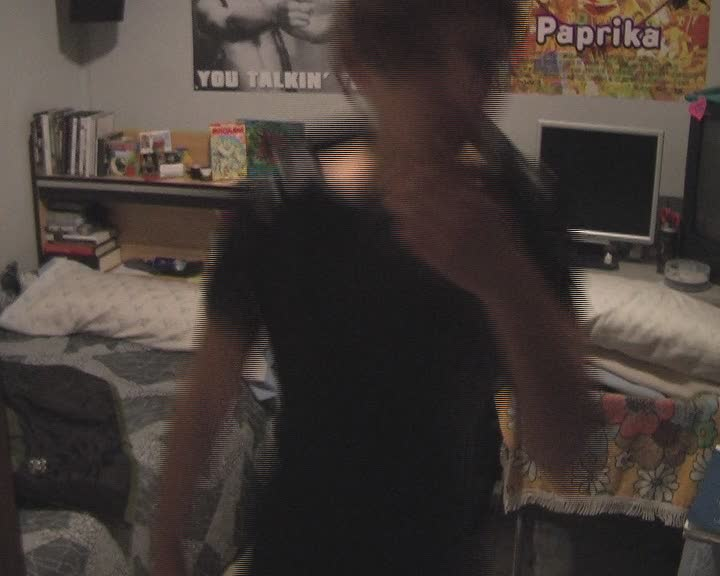
Exemple de l'efecte pinta sobre una imatge.

L'efecte pinta (en anglès, "combing effect") apareix quan els objectes que es mostren per pantalla es mouen a gran velocitat. Es visualitzen imatges consecutives en les que es produeix un canvi substancial. Les línies, és a dir els camps entrellaçats, estan poc correlacionats: l'entrellaçat no és correcte.
Com es mostra en la imatge de la dreta, la part que no té canvis bruscs de velocitat (el fons) no pateix aquest efecte, al contrari que la silueta de la noia (la qual abandona l'habitació a tota velocitat), que sí que el pateix.
Per evitar aquest efecte, una solució és utilitzar un filtre desentrellaçador per representar les línies una a una, i fer una exploració progressiva línia a línia de tota la imatge evitant així l'entrellaçat. Això solucionaria el problema però implicaria que la freqüència fos major (el doble) i, per tant, augmentaria l'amplada de banda. Una altra solució és descartar un dels dos camps (parell o imparell) i després fer una interpolació per a completar la informació eliminada.